# Col·legi Oficial de Veterinaris de Barcelona
El Col·legi Oficial de Veterinaris de Barcelona (COVB) és una institució fundada el 1900 i que des del 1905 és col·legi oficial, amb plena capacitat jurídica. És l'òrgan de representativitat del col·lectiu de veterinaris, reconegut per la Llei de Col·legis Professionals de Catalunya, així com per l'Estatut d'Autonomia de Catalunya.
Està encarregat de vetllar per la bona praxi i l'exercici de la professió veterinària d'acord amb la norma deontològica, d'acord amb l'ètica professional. El Col·legi també pot determinar els casos d'intrusisme. El Col·legi i el seu òrgan directiu es compromet a tractar als col·legiats amb la màxima lleialtat i correcció. El 2001 va rebre la Creu de Sant Jordi.

## Història
La Societé Centrale de Médecine Veterinaire de París, va ser pionera el segle xix en crear estudis específics de veterinària. Poc després a Espanya es van crear l'Academia Médico-Veterinaria Matritense i l'Academia Médico-Veterinaria Barcelonesa (1855), tot i que aquesta darrera va tenir una curta existència. L'embrió dels col·legis veterinaris fou la societat veterinària de previsió social Socors Mutus (1840-1860), que agrupava veterinaris, manescals i ferrers.
La revista La Veterinària Catalana va fundar l'estiu de 1900 la primera associació veterinària de la província de Barcelona, germen de l'actual COVB, que legalment es va constituir amb el Reial decret de 21 de gener de 1904 que autoritzava la constitució de col·legis oficials i mèdics, farmacèutics i veterinaris. El primer president va ser Manuel Martínez, qui 4 anys més tard va cedir el lloc al biòleg i filòsof Ramon Turró. El primer local social estava al 1r pis del núm. 22 del carrer de Tallers, a Barcelona. Durant els primers anys el Col·legi es va centrar en el problema de l'intrusisme professional i la inspecció de carns. El 1915, amb Francesc Sugrañés com a president, es va constituir la Federació Col·legial Catalano-Balear.
El Reial decret de 28 de març de 1922 va dictar la col·legiació obligatòria, que inicialment aixecà polèmica però poc després ja ningú la discutia. La seu col·legial estava al núm. 28 del carrer de Santa Clara. El 1923 es van constituir les agrupacions comarcals. El 1931 es va establir la seu a la Casa del Metge, a la Via Laietana, 31, fins al 1933 quan es va traslladar al número 10 del carrer de Portaferrissa. Aquest fou el primer local específic per als veterinaris, ja que els anteriors s'havien compartit amb els metges.
El 1933 es va crear el Col·legi Oficial de Veterinaris de Catalunya, conegut com a Col·legi Únic. Entre 1934 i 1936 el president fou Josep Vidal i Munné. Aquest organisme va crear el carnet col·legial, per la qual cosa els veterinaris necessitaven una identificació. Malgrat això, molts carnets mai no van arribar als seus titulars degut al conflicte que vivia el país. El 1939, després de la fi de la Guerra Civil espanyola, el Col·legi de Barcelona va reiniciar l'activitat i recuperà la seu del carrer de Portaferrissa, que es va compartir amb un laboratori de productes biològics.
El 1945 el Col·legi es va adaptar a les ordenances que regulaven el funcionament dels col·legis provincials i nacionals. El 1960 el Col·legi va impulsar la I Semana Nacional Veterinaria, que convertí Barcelona en el centre de la veterinària espanyola. El 1975 es va inaugurar la nova seu polivalent a l'avinguda de la República Argentina, per albergar els serveis del Col·legi i organitzacionscom l'Associació de Veterinaris Especialistes en Petits Animals (AVEPA). Aquell any es va utilitzar el català per primer cop en un acte oficial del Col·legi, en la salutació del president del Col·legi al pare abat de Montserrat durant la festa patronal dels veterinaris.
Pere Costa i Batllori va presidir el 1977 l'equip de govern, anomenat de transició, que va elaborar els nous estatuts del Col·legi i va fer un estudi de l'estructuració de la Veterinària dintre del marc de l'autonomia de Catalunya. Aquesta Junta va crear l'Acadèmia de Ciències Veterinàries de Catalunya i de Balears i el Consell de Col·legis Veterinaris de Catalunya, va crear els reglaments interns de deontologia i de l'exercici professional en animals de companyia, i la creació d'una Facultat de Veterinària.